# Teknologi
 Der er for få eller ingen kildehenvisninger i denne artikel, hvilket er et problem. Du kan hjælpe ved at angive troværdige kilder til de påstande, som fremføres i artiklen.

Teknologi er det område, som anvender videnskab til at løse problemer med et industrielt eller kommercielt mål for øje.
--"Teknologi er et middel mennesket anvender til at skabe, genskabe og udvikle sin livsbetingelse, såvel materielle som ikke-materielle"--
Teknologi består af 4 elementer:
- Teknik
- Viden
- Organisation
- Produkt

## Tidlige eller præhistoriske fremskridt i teknologi eller fundamentalt værktøj
- Astronomi
- Dyrehold
- Hjul
- Ild
- Kile (gear)
- Kvægavl
- Landbrug
- Lertøj
- Løftestang (Fysisk kraftudveksling – gear)
- Madlavning
- Metaludvinding
- Tøj
- Skriftsprog
- Skrue
- Skråplan
- Trisse
- Våben

Nyere værktøj som er fundamentale for moderne teknologi:
- Kompas
- Sekstant
- Ur
- GPS
- Computer

## Større moderne teknologiområder
- Videnskaber som beskæftiger sig med levende organismer:
  - Landbrug
  - Bioteknologi
  - Genspejsning
- Lydteknologi
  - Akustik
  - Analog optagelse
  - Digital optagelse
  - Lydreproduktion
  - Musikteknologi
- Datalogi
- Kryptologi
- Kryptografi
- Husholdningsudstyr
- Uddannelse
- Elektricitet
  - Fundamental elektrisk teknologi:
    - Elektrisk modstand
    - Elektrisk spole
    - Elektrisk kondensator

  - Elektrisk energi
    - Elektricitetsværker
    - Elektricitetsoverførsel
    - Effektstyring
    - Elmotor
    - Glødelampe, elektrisk belysning
- Elektronik
  - Klystronrør
  - Relæ
  - Radiorør
  - Halvleder
    - Diode
    - Transistor
    - Integrerede kredsløb eller IC
      - Very Large System Integration eller VLSI integration, (ASICS)
      - System-på-en-chip
- Energilagring
- Miljøteknologi
  - Affald
  - Vandbehandling
  - Rensningsanlæg
- Instrumentering
- Materialer
  - Metallurgi
- Mikrobølgeanvendelser
- Vedligeholdelse
- Fabrikation
- Måleinstrumenter
- Mikroteknologi
  - Væskemekanik
  - Fotonik
- Maskinel
- Molekulær biologi
- Nanoteknologi
- Plastteknologi
- Atomreaktor
- Rumteknologi
- Sprogteknologi
  - Dialogsystemer
  - Maskinoversættelse
  - Talesyntese
  - Talegenkendelse
- Sundhedsteknologi
  - Bioteknologi
  - Lægemidler
  - Medico teknologi
  - Sundhedsinformatik
  - Velfærdsteknologi
- Transport
- Telecommunikation
  - Telegrafi
  - Telefon
  - Radiofoni
  - Television
  - Undersøisk kabel
  - Kommunikationssatellit
  - Internet
- Telemetri
- Atomteknologi
  - Atomenergi
    - Fission
    - Fusion
    - Antistof

  - Atomvåben
  - Røntgenstråling
- Våben
  - Atomvåben
  - Biologiske våben
  - Kemiske våben
  - konventionelle våben
- Billedteknologi
  - Fotografi
  - Udskrivning
  - Video

## Teknologibegreber
- Teknologisk Singularitet
- Teknologistrategi
- Emergent filosofi
- Transhumanisme
- Posthumanisme

Se også:
- Teknologievaluering
- Opfindelsestidslinje
- Teknologi konvergens
- Teknologianalyse